# Uniwersytet Princeton
Uniwersytet Princeton (ang. Princeton University) – uniwersytet w Princeton, w stanie New Jersey, czwarta najstarsza uczelnia w Stanach Zjednoczonych. Należy do Ligi Bluszczowej.

## Wstęp
Według klasyfikacji Academic Ranking of World Universities 2020, Princeton University zajmuje 6. miejsce na świecie, a 5. w Stanach Zjednoczonych. Natomiast według 2021 Best Global Universities Rankings, wydawanych przez „U.S. News & World Report” uczelnia ta zajmuje obecnie na świecie 11. miejsce.
Fundusz kapitałowy Princeton jest piątym co do wielkości w kraju, o wartości 24,7 mld dolarów (na dzień 31 marca 2019).
Badania są prowadzone w czterech szerokich dyscyplinach: inżynierii i naukach stosowanych oraz naukach humanistycznych, przyrodniczych i społecznych. Uniwersytet jest powiązany z dwoma laboratoriami krajowymi: Department of Energy’s Princeton Plasma Physics Laboratory i National Oceanic and Atmospheric Administration’s Geophysical Fluid Dynamics Laboratory. To drugie laboratorium specjalizuje się w badaniach i modelowaniu klimatu.

## Historia
Założony w 1746 przez New Light Presbyterians jako College of New Jersey. Nastąpiło to po „wielkim przebudzeniu”, serii przebudzeń religijnych, które ogarnęły angielskie kolonie w Ameryce w XVIII wieku. College początkowo mieścił się w mieście Elizabeth (przez rok), następnie w Newark (dziewięć lat, od 1747 do 1756), a w końcu w 1756 został przeniesiony do Nassau Hall w miasteczku Princeton. Budynek został wybudowany na ziemi (łącznie 10 akrów) podarowanej przez kwakra, Nathaniela FitzRandolpha (1642–1713), jego żonę Rebeckah i inne osoby.
Prezydent uczelni, John Witherspoon (1723–1794), podpisał „Deklarację niepodległości Stanów Zjednoczonych” w 1776.
W dniach od 30 czerwca 1783 do 4 listopada 1783 Kongres Kontynentalny zebrał się w Nassau Hall, który posłużył w tym czasie jako Kapitol Stanów Zjednoczonych.
Przez pierwszy okres swojego istnienia uczelnia działała jako seminarium duchowne dla pastorów kościoła prezbiteriańskiego. Jednakże utrata zaufania dotycząca kształcenia doprowadziła do utworzenia w 1812 Princeton Theological Seminary. Było to pierwsze seminarium założone przez Zgromadzenie Ogólne Kościoła Prezbiteriańskiego.
W 1868 rektorem uczelni został filozof James McCosh (1811–1894), który przez dwadzieścia lat urzędowania gruntownie zreformował program nauczania uniwersytetu.
W 1896, aby odzwierciedlić daleko idące zmiany i uświetnić 150 rocznicę założenia uczelni, College of New Jersey otrzymał obecną nazwę – Princeton University.
W latach 1902–1910 prezydentem uniwersytetu był Woodrow Wilson (1856–1924), przyszły prezydent Stanów Zjednoczonych (w latach 1913–1921).
W latach 1979–2007 na Uniwersytecie Princeton mieściło się laboratorium parapsychologiczne: Princeton Engineering Anomalies Research (PEAR).

## Koedukacja w Princeton
Pierwsze kobiety (w liczbie 148) przyjęto, jako studentki licencjackie, na uniwersytet dopiero 6 września 1969. Jednak pierwszą studentką-doktorantką była Sabra Follett Meservey (1924–1994), przyjętą na studia podyplomowe z historii Turcji w 1961. Do tego momentu Princeton był jedynym uniwersytetem w kraju, który nie przyjmował kobiet na studia, podczas gdy we wszystkich pozostałych szkołach należących do Ivy League kobiety stanowiły prawie 20% ogółu studentów. Kobiety mogły studiować tylko wtedy, gdy zakwalifikowały się na studia niedostępne gdzie indziej, jak Sabra Meservey, która uzyskała dyplom z orientalistyki w 1966. Osiem kolejnych studentek rozpoczęło studia w 1962, a w 1969 uczelnia stała się w pełni koedukacyjna.

## Eating clubs
Działalność uczelni jest ściśle związana z istnieniem „eating clubs”, które służą swoim członkom zarówno jako lokale służące spożywaniu posiłków, jak i miejsca wygodnego wypoczynku, nauki i spotkań towarzyskich. Oferują członkom m.in.: miejsce do nauki, biblioteki, komputery, dostęp do Internetu, sprzęt audiowizualny, wycieczki terenowe, zajęcia formalne i półformalne, wieczory filmowe i minigolf. Zapraszają gości i społeczność kampusu na koncerty, imprezy i inne wydarzenia.
Obecnie istnieje 11 koedukacyjnych klubów. Znajdują się one w domach usytuowanych wzdłuż Prospect Avenue. Zarządzane są przez studentów, radę absolwentów i menedżera klubu. Oprócz posiłków i zajęć towarzyskich, kluby służą wymianie intelektualnej. Studenci dyskutują o problemach pojawiających się na zajęciach, zarówno między sobą, jak i z zapraszanymi profesorami.
Kluby służą także społeczności miasta Princeton poprzez takie inicjatywy, jak np. udzielanie korepetycji uczniom biednym, pochodzącym z rodzin upośledzonych społecznie. Współpracują z organizacjami lokalnymi i różnymi grupami studenckimi.

## Galeria

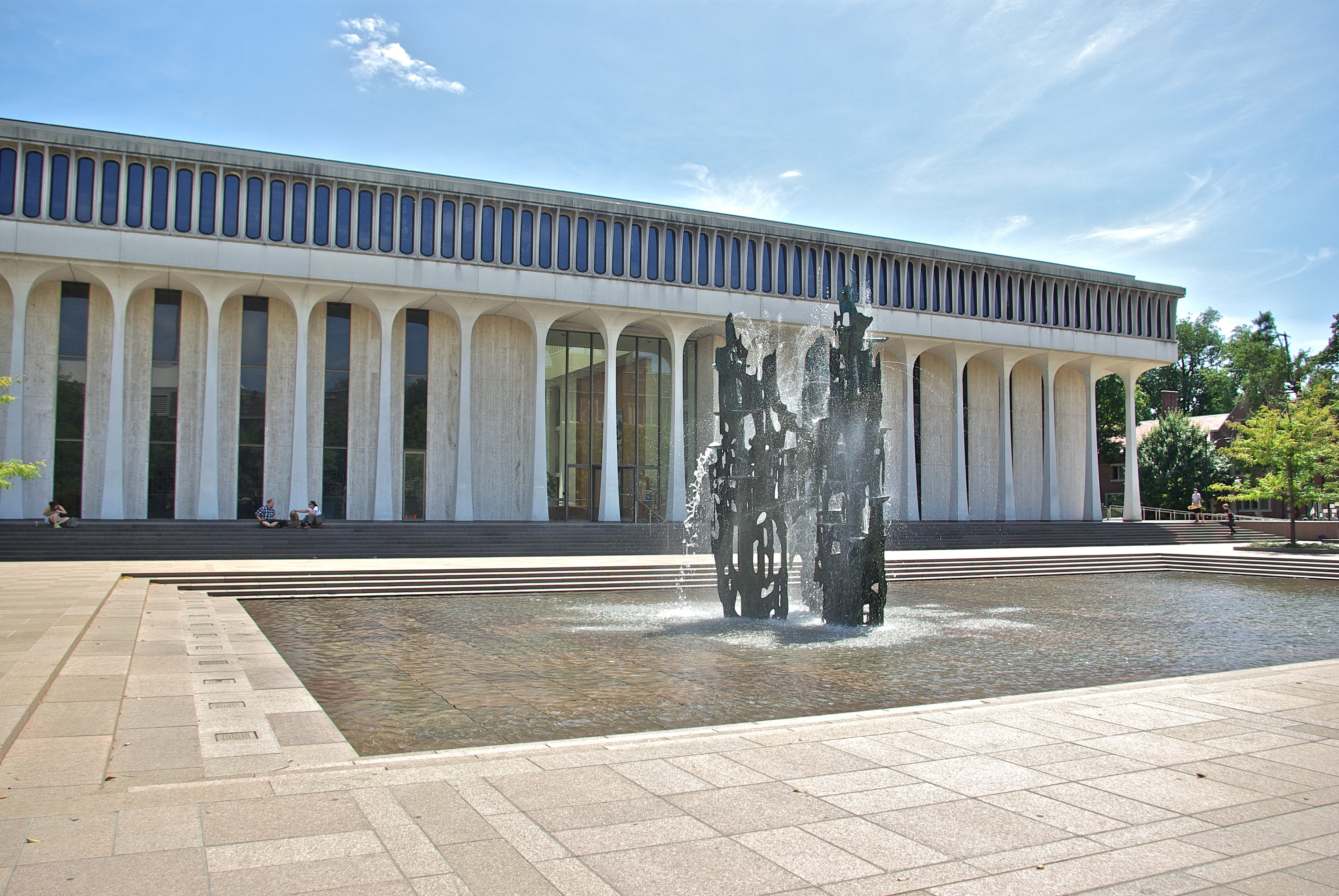
Woodrow Wilson School of Public and International Affairs – Robertson Hall
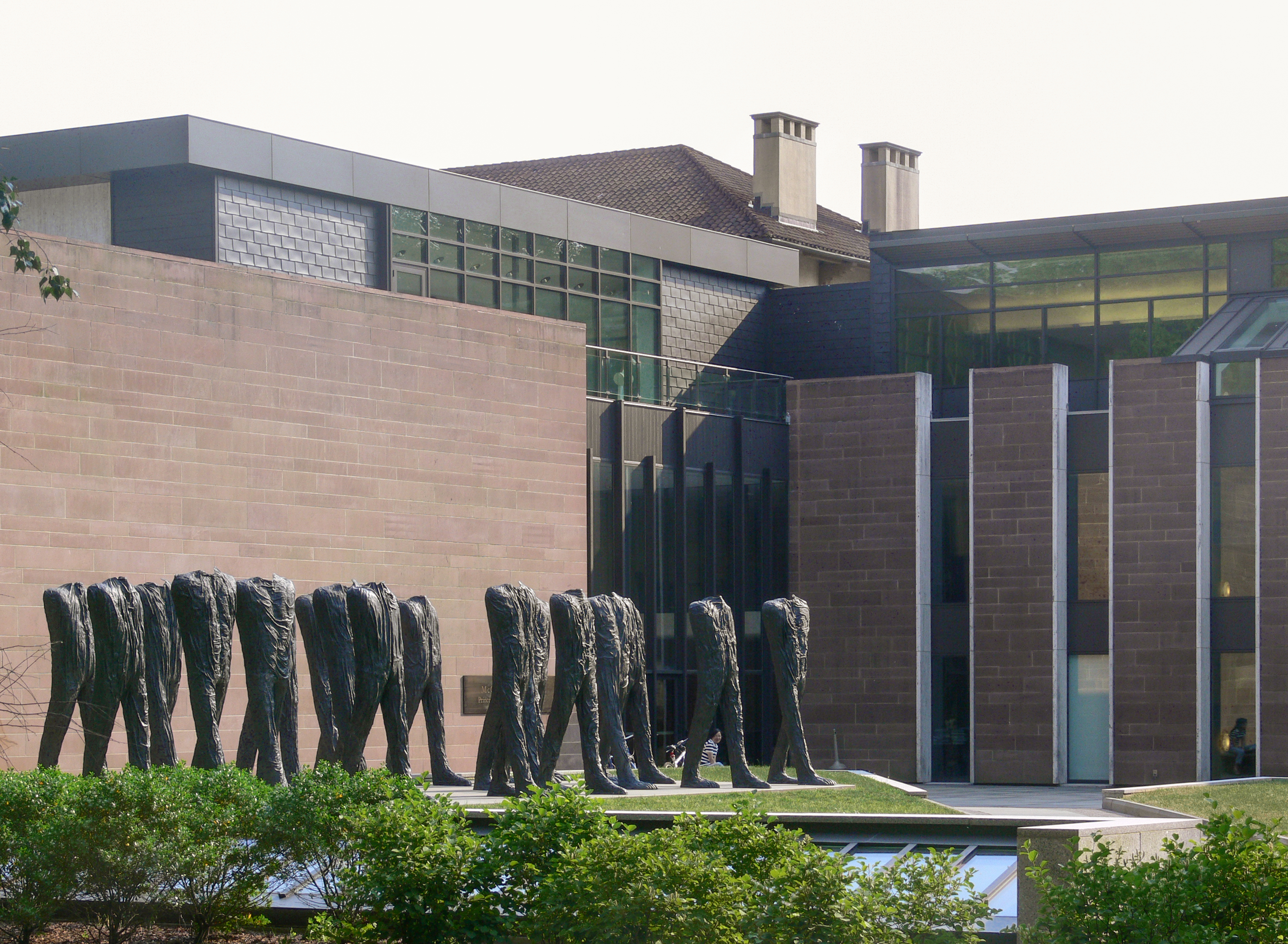
Princeton University Art Museum (McCormick Hall), zał. w 1882 (na pierwszym planie: Duże figury M. Abakanowicz)
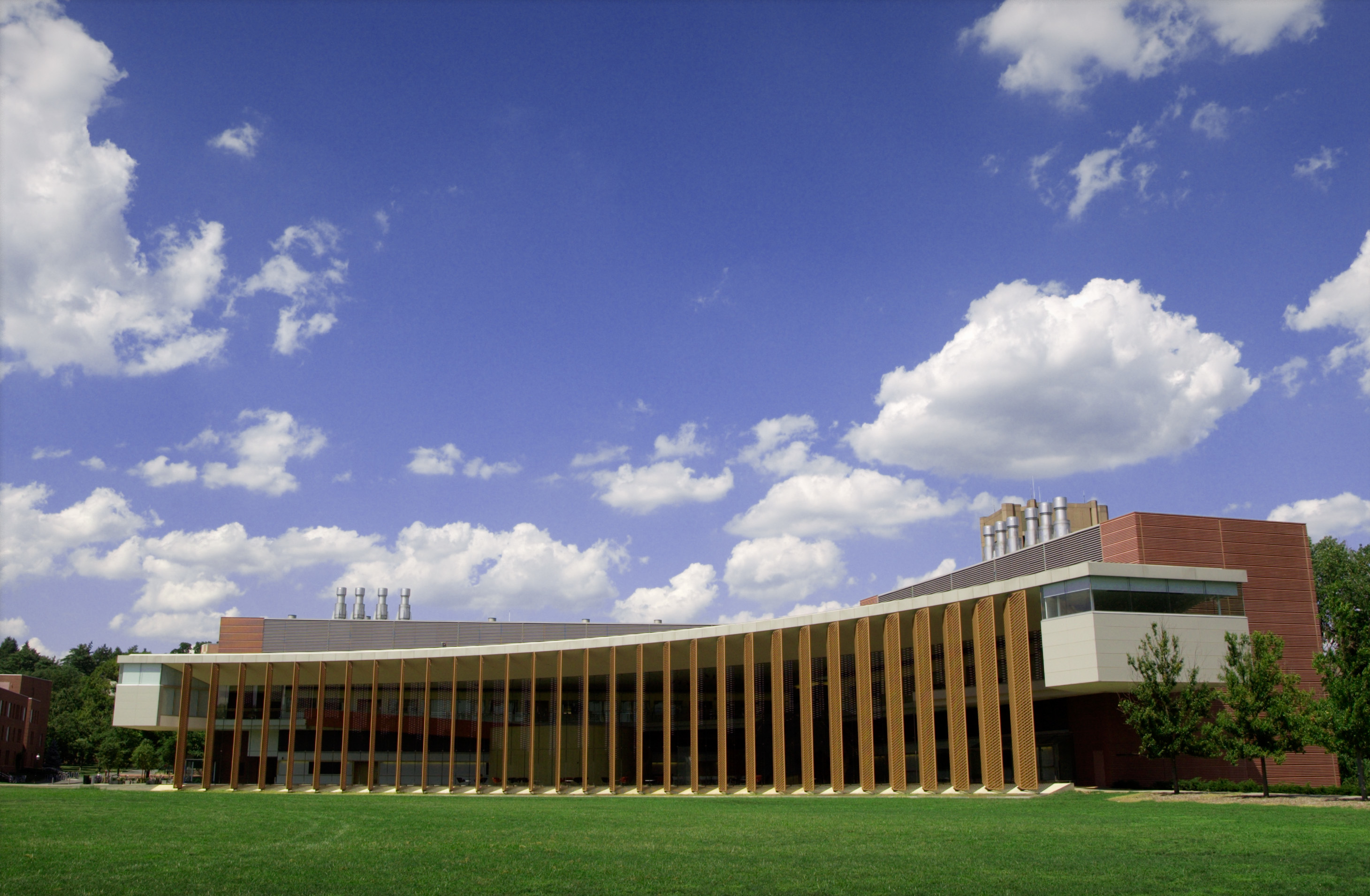
Carl Icahn Laboratory
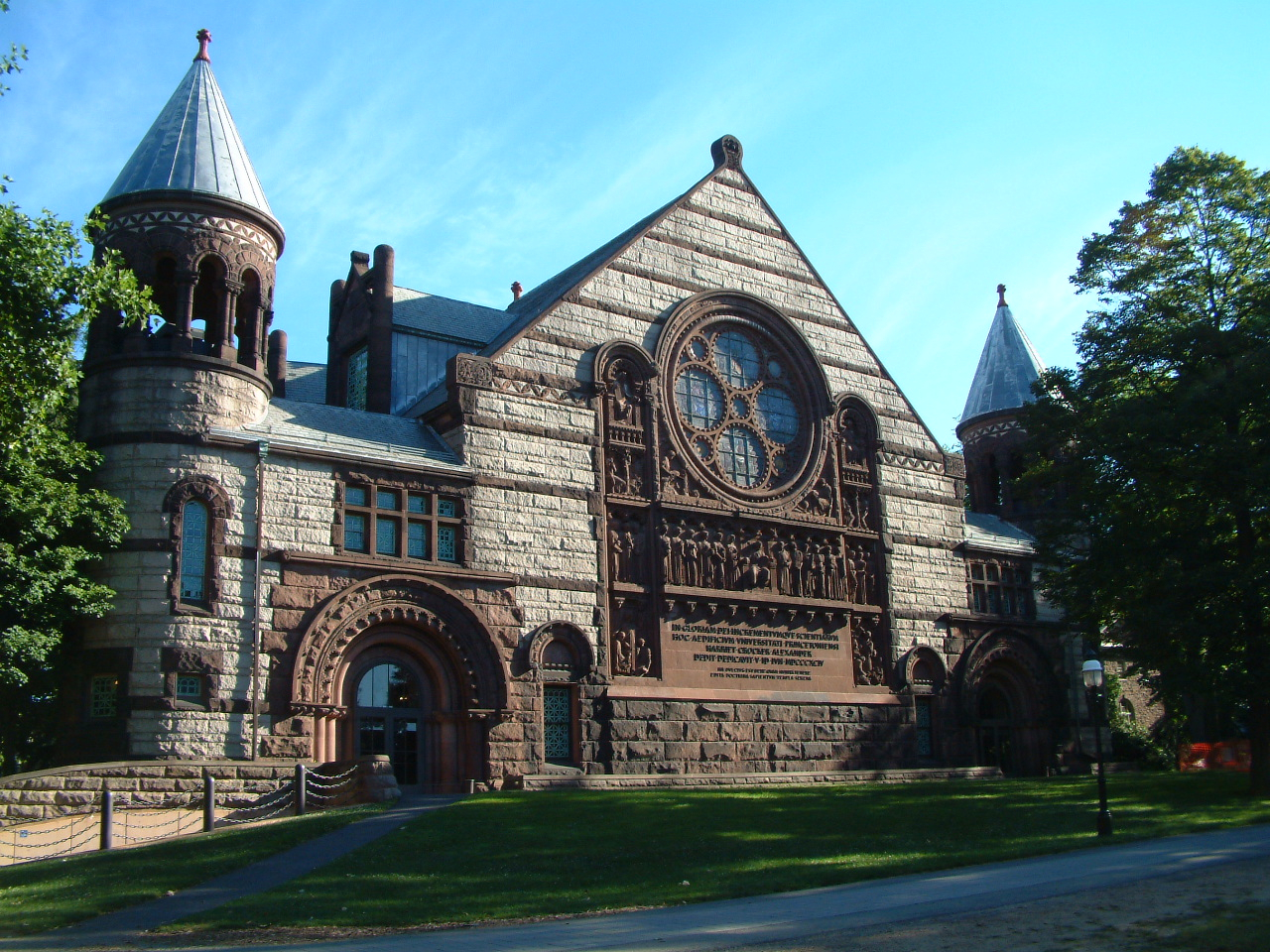
Alexander Hall[13], siedziba Princeton University Orchestra i Princeton Symphony Orchestra (otwarto w 1894)
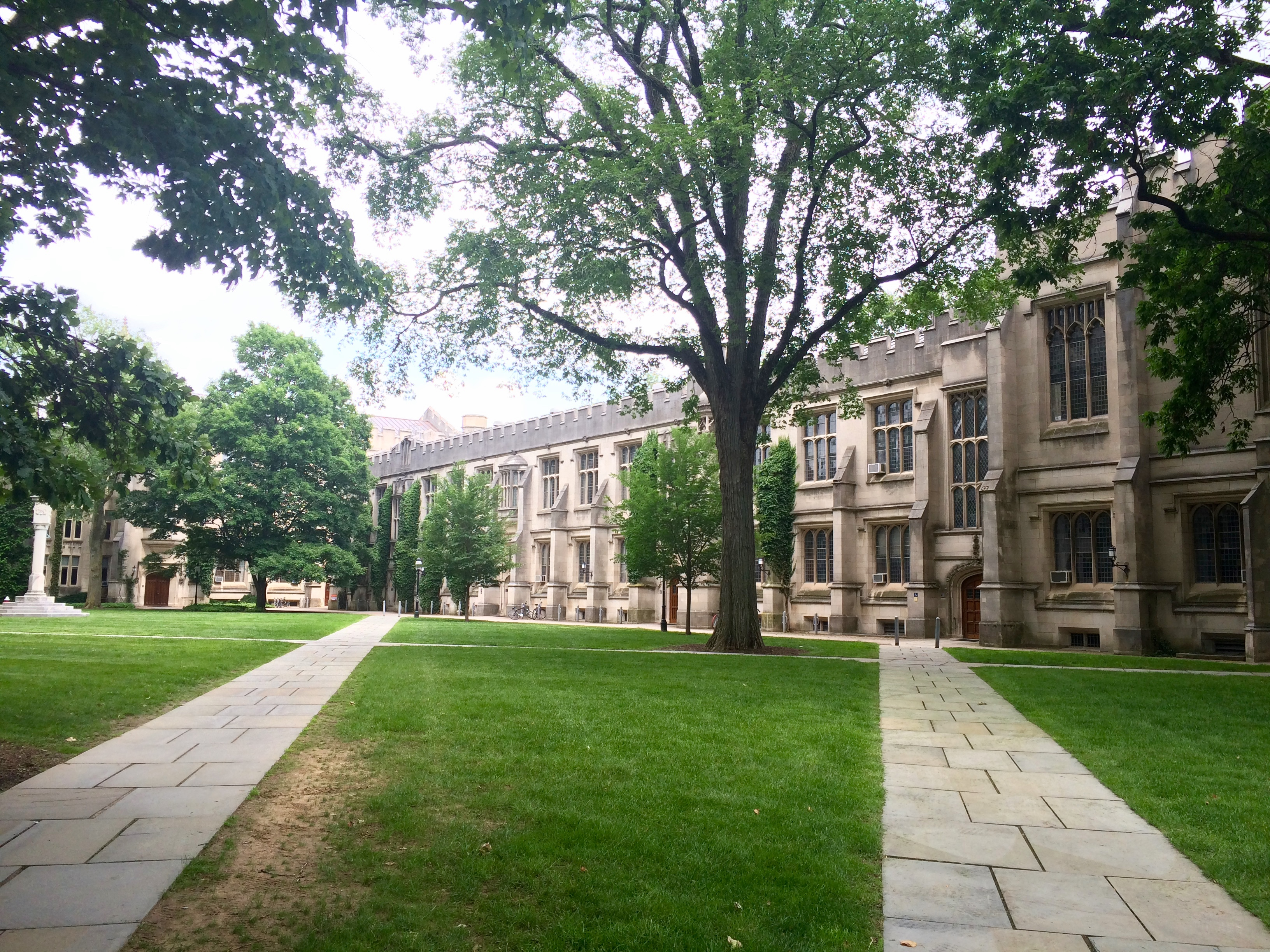
McCosh Hall (otwarto w 1906)
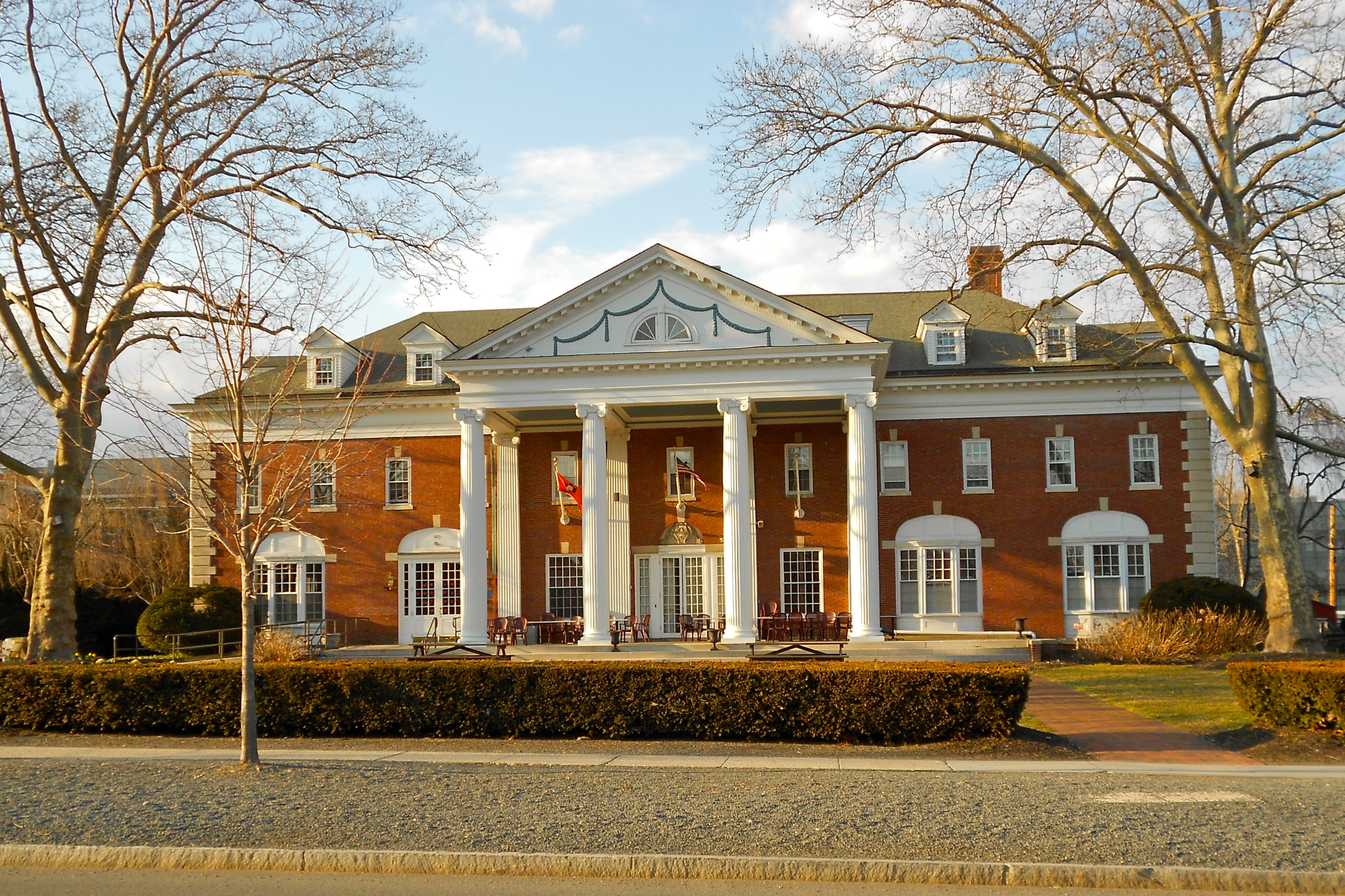
Colonial Eating Club
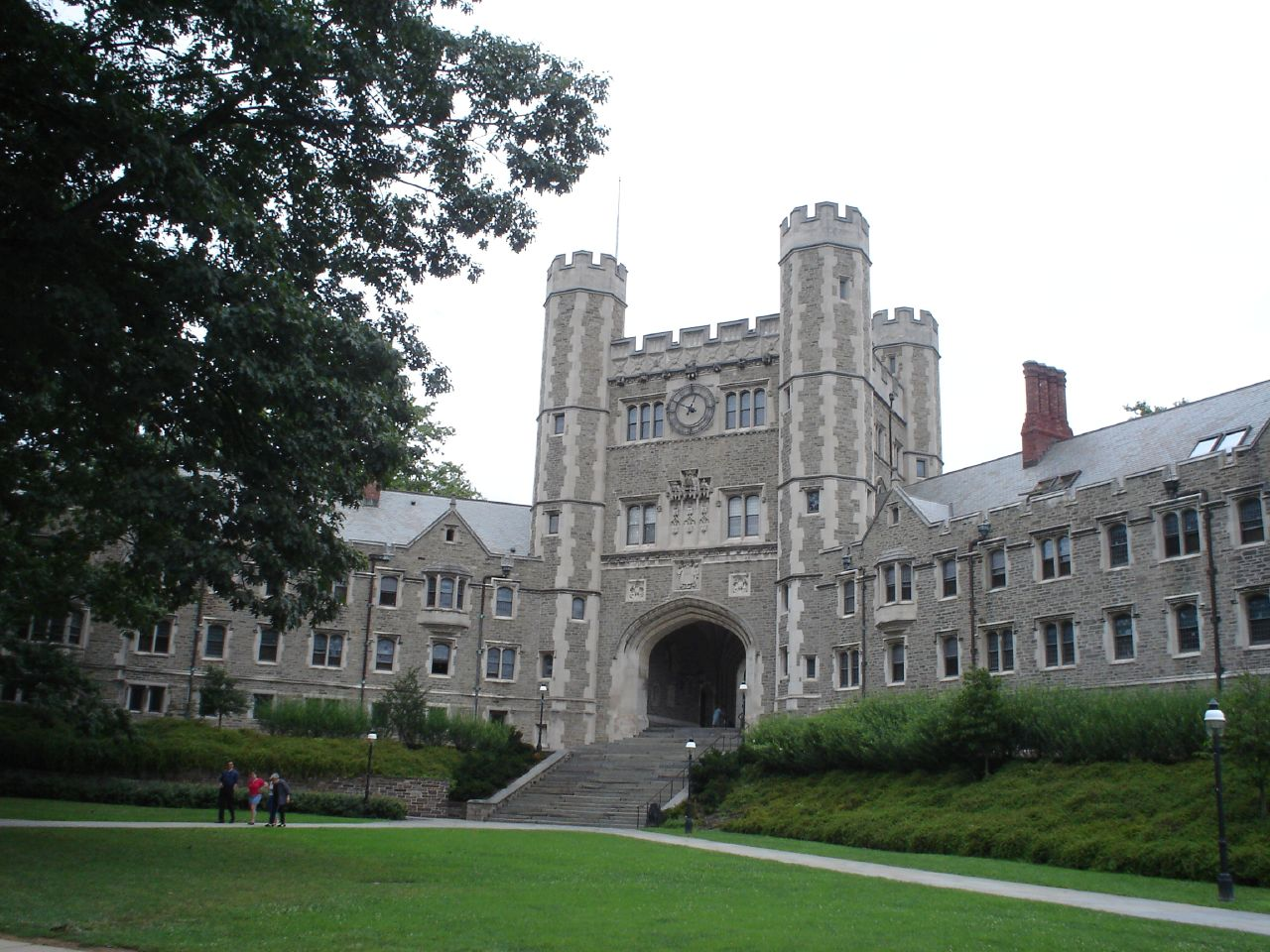
Mathey College
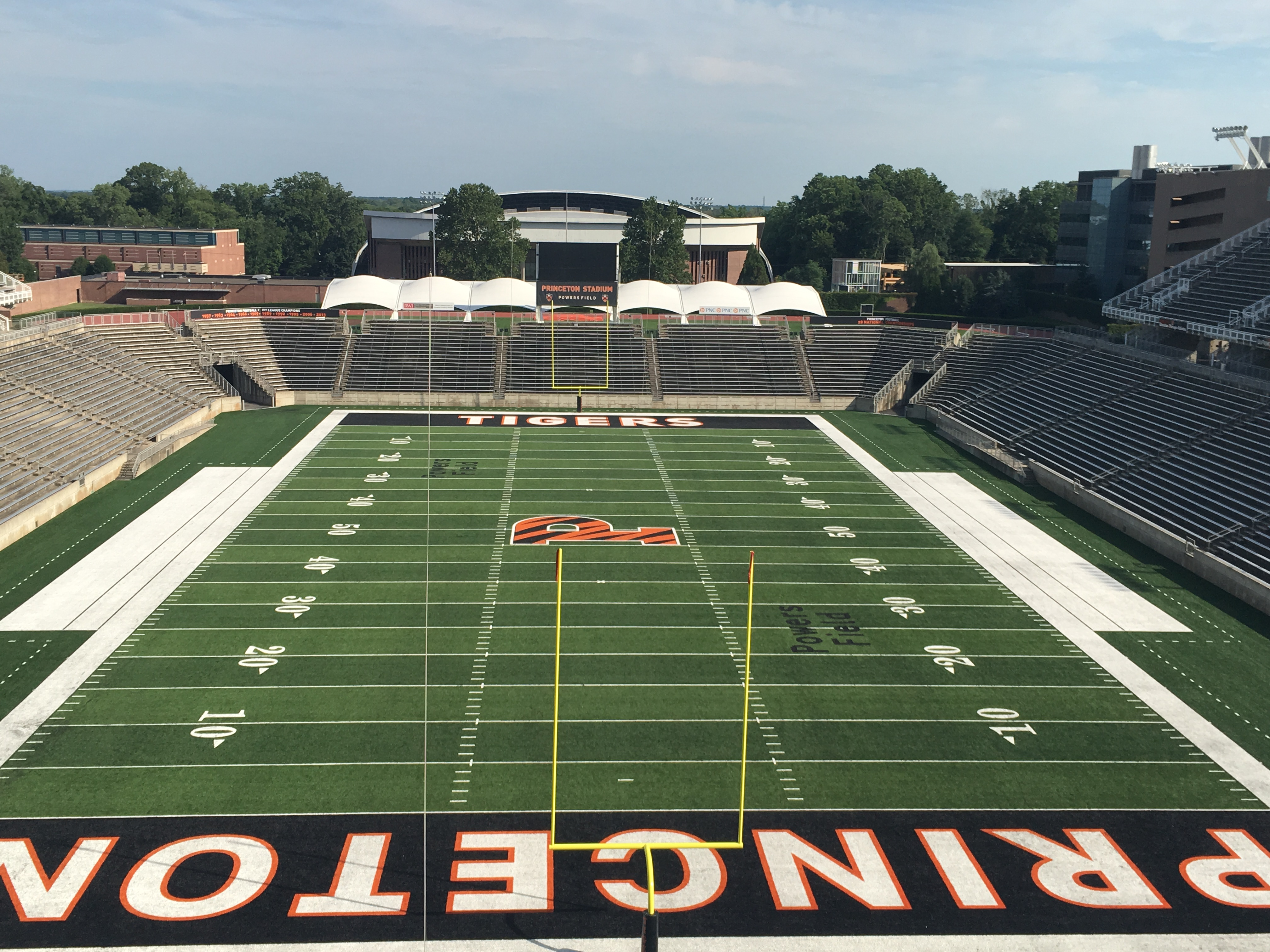
Princeton University Stadium

## Figury Magdaleny Abakanowicz
Na terenie uczelni, przed Princeton University Art Museum, ustawione są na stałe Duże figury autorstwa Magdaleny Abakanowicz z 2004 (20 figur z brązu, zdjęcie 2. od lewej).

## Znani absolwenci
Princeton ukończyli m.in.: James Madison (ukończył w 1771), Aaron Burr (1772), Woodrow Wilson (1879), James Stewart (1932), Alan Turing (1938), Richard Feynman (1942), Noor (królowa Jordanii) 1974, David Duchovny (1982), Michelle Obama (1985), Jeff Bezos (1986), Brooke Shields (1987).
Od początku swojego istnienia wykształciła 35 laureatów Nagrody Nobla.

## Institute for Advanced Study
W 1930, w okresie narodzin faszyzmu w Europie, utworzono w sąsiedztwie uniwersytetu niezależny Institute for Advanced Study, który odegrał kluczową rolę w transferze kapitału intelektualnego z Europy do Ameryki. Szybko przyciągnął wielu najlepszych naukowców z całego świata, między innymi: Alberta Einsteina, George’a F. Kennana, Roberta Oppenheimera. Mimo że instytucja ta nie jest formalnie powiązana z uniwersytetem, w praktyce zakres współpracy jest bardzo szeroki.